# Urahata Tatsuhiko
Tatsuhiko Urahata (浦畑達彦 Urahata Tatsuhiko?) es un dramaturgo japonés, quién nace en el año 1963 y afiliado al estudio de animación, Madhouse. Actualmente trabaja como independientes y se dedica a escribir guiones para muchas series de anime. Es miembro de la Federación japonesa de dramaturgos.

## Obras

### Anime
1989
- Yawara!

1995
- Azuki-chan
- DNA²[3]

1998
- Cardcaptor Sakura[1]
- Master Keaton

1999
- Pet Shop of Horrors

2000
- Hajime no Ippo

2001
- Beyblade

2002
- Chobits

2004
- Monster[1]

2005
- Ultimate Girls
- Ichigo 100%[1]

2006
- Nana[1]
- ARIA[1]
- D.Gray-man[1]

2007
- Kaze no Stigma

2008
- Gunslinger Girl
- Strike Witches[1]

2009
- Kurokami
- Mahoromatic

2010
- Strike Witches II[1]

2011
- Kyōkai Senjō no Horizon[1][4][3]
- A Channel[1]
- Hanasaku Iroha
- Bibliotheca Mystica de Dantalian
- Boku wa Tomodachi ga Sukunai[1][3]
- Mashiroiro Symphony
- Tamayura
- Shirokuma Cafe

2012
- Kyōkai Senjō no Horizon II[1][4][3]
- Ore no Kanojo to Osananajimi ga Shuraba Sugiru[1]
- Boku wa Tomodachi ga Sukunai[1]
- Dansai Bunri no Crime Edge
- Black Bullet[1]
- Shirobako
- Hōkago no Pleiades
- Rokka no Yūsha[1]

2013
- Vividred Operation

2017
- Tsurezure Children

### OVA
- Legend of the Galactic Heroes
- Tokyo Babylon[3]
- Zetsuai 1989
- Mermaid Saga
- Darkstalkers
- Hajime no Ippo
- Murder Princess
- A Channel[1]
- Boku wa Tomodachi ga Sukunai[1]

### Películas
- Yawara!
- Rail of the Star
- X (manga)[2]
- Strike Witches[2]

### Novelas
- ARIA[1]